# Bomber (singolo Motörhead)
Bomber è un celebre brano della band inglese heavy metal Motörhead.
È stato pubblicato in vinile 7" nel 1979; le prime 20,000 copie in vinile blu e quelle successive in nero.
Come b-side è stato inserito Over The Top, già suonato con il gruppo punk The Damned.
La title track fa parte dell'album Bomber, dello stesso anno; successivamente è stato suonato dalle Girlschool per l'EP St. Valentine's Day Massacre EP.
Il 3 dicembre i Motörhead si esibirono nel popolare show della BBC Top of the Pops, per supportare l'uscita del singolo.
Il 6 settembre 1980 Lemmy venne intervistato da Graham Neil nel programma "Rock On Saturday", della BBC Radio 1 e la band si esibì con i pezzi Bomber, Ace of Spades e Love Me Like A Reptile.

## Tracce
Testi e musiche di Clarke, Kilmister, Taylor.
1. Bomber – 3:45
2. Over the Top – 3:12

Durata totale: 6:57

## Formazione
- Lemmy Kilmister - basso, voce
- "Fast" Eddie Clarke - chitarra
- Phil "Philty Animal" Taylor - batteria